# Kaspijskij gruz
Kaspijskij gruz (ros. Каспийский груз) – azerski, rosyjskojęzyczny zespół muzyczny założony w 2000 roku w Baku. W skład zespołu wchodzą Anar „WieS” (ros. „ВесЪ”) Ziejnałow i Timur „Brutto” (ros. „Брутто”) Odiłbiekow.

## Życiorysy
Anar „WieS” Ziejnałow (ros. Анар „ВесЪ” Зейналов) – urodzony 5 października 1985 w Baku. Zaczął pisać teksty będąc w pierwszej klasie. Jego rodzice pragnęli, aby został lekarzem. Po ukończeniu dziesiątej klasy opuścił Azerbejdżan i zamieszkał w Saratowie. Ukończył studia prawnicze, jednak nigdy jako pracował jako prawnik.
Timur „Brutto” Odiłbiekow (ros. Тимур „Брутто” Одилбеков) – urodzony 19 maja 1984 w Baku. Ma rosyjskie pochodzenie. Był fanem zespołu Nirvana. Zdobył wykształcenie inżynierskie. Pracował jako dyrektor sklepu.

## Dyskografia

### Albumy
- 2013: Ringtony dlia zony (Рингтоны для зоны)
- 2014: Pidżakikostjumy (Пиджакикостюмы)
- 2015: Storona A / Storona B (Сторона А / Сторона Б)
- 2016: Troica (Троица); wszystkie tomy
- 2017: Saundtriek k tak i nie snjatomu filmu (Саундтрек к так и не снятому фильму)

### Minialbumy
- 2013: Troica (Троица); tom 1
- 2013: Troica (Троица); tom 2
- 2014: Troica (Троица); tom 3
- 2014: Troica (Троица); tom 4
- 2015: Troica (Троица); tom 5
- 2016: Gibłoje dieło № (Гиблое дело №)
- 2023: Ostorożno Okraszieno (Осторожно Окрашено)

### Albumy solowe
- 2016: The Brutto (The Брутто)
- 2016: The WieS (The ВесЪ)
- 2018: Y
- 2019: GADDEM (ГАDDEM)
- 2020: WieSokosnyj God (ВесЪокосный Год)
- 2021: GADDEM 2 (ГАDDEM 2)